# Jules Tosquinet

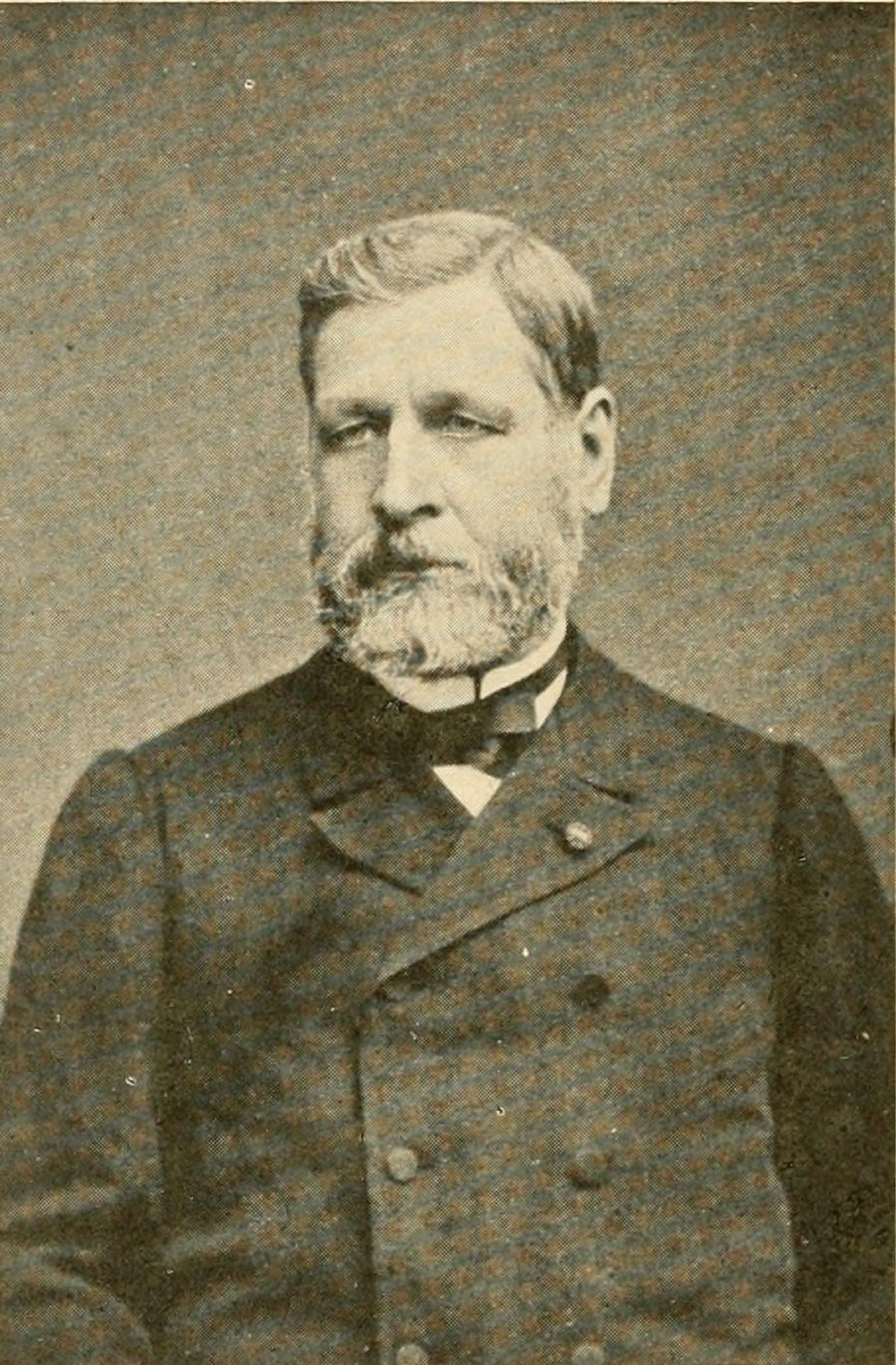
Pierre Jules Tosquinet

Pierre Jules Tosquinet (Bastenaken, 16 februari 1824 – Sint-Gillis, 24 oktober 1902) was een Belgisch arts, botanicus en entomoloog.

## Biografie
Tosquinet studeerde medicijnen aan de Vrije Universiteit Brussel. Na zijn studies werd hij arts in de medische dienst van het leger. Hij werd uiteindelijk directeur van het militair hospitaal van Brussel en verliet het leger met de graad van ere-inspecteur-generaal van de medische dienst. Hij was ook officier in de Leopoldsorde.
Daarnaast legde Tosquinet zich toe op de natuurwetenschappen. Hij stichtte met Barthélémy Du Mortier in Doornik in 1860 een horticulturele vereniging en was in 1862 stichtend lid van de Koninklijke Belgische Botanische Vereniging. Hij verzamelde en ontdekte een aantal nog planten, die hij door andere botanici zoals Gérard Daniel Westendorp liet beschrijven.
Op zijn excursies verzamelde Tosquinet veel gallen en dat leidde tot het verzamelen en bestuderen van galwespen. Hij werd lid van de Société Entomologique de Belgique en werd verkozen tot voorzitter voor 1887 en 1888, en later nog voor 1893/1894 en 1901/1902.
Tosquinet specialiseerde zich uiteindelijk in de studie van de sluipwespen (Ichneumonidae). Hij werkte samen met Jean-Charles Jacobs aan een catalogus van de Belgische sluipwespen, waarvan voor zijn dood twee delen verschenen: de groep van de Tryphonides (1890) en de Pimplides (1897). Tosquinet  publiceerde verder onder meer in de Mémoires van de Société Entomologique in 1897 een monografie over de sluipwespen van Afrika, en bouwde een eigen verzameling van exotische sluipwespen uit. Hij beschreef ook de vliesvleugelige insecten, verzameld door de Belgische Antarctische expeditie (1900).
Mansa, Satrius, Hieroceryx, Occia en Encardia zijn enkele geslachten van sluipwespen die Tosquinet heeft beschreven.